# Timo Glock
Timo Glock este un pilot de curse născut în Germania în data de 18 martie 1982.
După 6 sezoane petrecute în Formula 1, Timo merge în DTM. Deși avea contract cu echipa Marussia F1 Team până la sfârșitul sezonului 2014, Timo și-a reziliat pe cale amiabilă contractul. La plecarea din Formula 1, Timo a acuzat faptul că F1 nu mai este un sport cu motor, ci o afacere.

## Cariera în Formula 1
| Sezon | Echipă                  | Puncte      | Loc clasament general |
| ----- | ----------------------- | ----------- | --------------------- |
| 2004  | Jordan Ford             | 2           | 19                    |
| 2007  | BMW Sauber F1 Team      | Pilot teste | -                     |
| 2008  | Panasonic Toyota Racing | 25          | 10                    |
| 2009  | Panasonic Toyota Racing | 24          | 10                    |
| 2010  | Virgin Racing           | 0           | -                     |
| 2011  | Marussia Virgin Racing  | 0           | -                     |
| 2012  | Marussia F1 Team        | 0           | -                     |

## Cariera în Motor Sport
| Sezon | Competiție                   | Puncte  | Loc clasament general |
| ----- | ---------------------------- | ------- | --------------------- |
| 2003  | Formula 3 Euro Series        | 55      | 5                     |
| 2005  | Champ Car                    | 202     | 8                     |
| 2006  | GP2 Series                   | 58      | 4                     |
| 2007  | GP2 Series                   | 88      | 1                     |
| 2013  | Deutsche Tourenwagen Masters | In curs | -                     |